# Формика, Мауро
Мауро Абель Формика (исп. Mauro Abel Formica; родился 4 апреля 1988 года в Росарио, Аргентина) — аргентинский футболист, атакующий полузащитник. Сыграл один матч за сборную Аргентины.

## Клубная карьера
Мауро — воспитанник клуба «Ньюэллс Олд Бойз», здесь он обучался футболу вместе со своим старшим братом Лаутаро. 29 сентября 2006 года в матче против «Колона» он дебютировал в аргентинской Примере. 13 декабря 2008 года в поединке против «Расинга» из Авельянеды Мауро забил свой первый гол за клуб. 27 января 2010 года в матче против эквадорского «Эмелека» он дебютировал в Кубке Либертадорес. Заинтересованность Формикой проявили «Аякс», «Монако», «Галатасарай», «Рубин» и лондонский «Арсенал».
В 2011 году Мауро перешёл в английский «Блэкберн Роверс». Контракт был подписан на четыре года, сумма трансфера составила 4 млн фунтов. 13 августа в матче против «Вулверхэмптон Уондерерс» Формика дебютировал в английской Премьер-лиге. В этом противостоянии он забил свой первый гол за клуб. Несмотря на постоянное место в основе Формика не смог приспособиться к жизни в Англии и уже зимой попросил руководство «Роверс» продать его на родину. Предложения которые получал «Блэкберн», не устраивали либо клуб, либо футболиста. В результате Мауро остался.
В начале 2013 года Формика перешёл в итальянский «Палермо» на правах аренды. 27 января в матче против «Кальяри» Мауро дебютировал в Серии А. 16 февраля в поединке против «Кьево» он забил свой первый гол за команду.
Летом того же года Формика подписал соглашение с мексиканским «Крус Асуль». 31 августа в матче против «Керетаро» он дебютировал в Лиге MX. 19 января 2014 в поединке против «Хагуарес Чьяпас» Мауро забил свой первый гол за «Крус Асуль». В том же году Формика стал обладателем Кубка чемпионов КОНКАКАФ. Летом 2015 года Формика на правах аренды вернулся в «Ньюэллс Олд Бойз».
Летом 2017 года Мауро перешёл в «УНАМ Пумас». Сумма трансфера составила 1,8 млн евро. 29 июля в матче против «Атласа» он дебютировал за новую команду. 14 сентября в поединке Кубка Мексики против «Монтеррея» Формика забил свой первый гол за УНАМ Пумас.

## Международная карьера
5 июня 2011 года в товарищеском матче против сборной Польши Формика дебютировал за сборную Аргентины.

## Достижения
Командные
 «Крус Асуль»
- Обладатель Кубка чемпионов КОНКАКАФ: 2013/2014